# Campeonato Europeu de Atletismo em Pista Coberta de 1976
O 7º Campeonato Europeu de Atletismo em Pista Coberta foi realizado no Olympiahalle, em Munique, Alemanha Ocidental, nos dias 21 e 22 de fevereiro de 1976. As competições repartiram-se por 19 eventos (11 no programa masculino e 8 no feminino).
Ao contrário das edições anteriores, o programa não contou com as habituais corridas de estafetas.

## Medalhistas
Masculino
| Evento               | Ouro                    | Ouro   | Prata                         | Prata  | Bronze                              | Bronze |
| 60 m                 | URS Valeriy Borzov      | 6.58   | GRE Vasílios Papayeorgópoulos | 6.67   | BUL Petar Petrov                    | 6.68   |
| 400 m                | BUL Yanko Bratanov      | 47.79  | FRG Hermann Köhler            | 48.19  | POL Grzegorz Mądry                  | 48.46  |
| 800 m                | BEL Ivo Van Damme       | 1:49.2 | FRG Josef Schmid              | 1:49.8 | YUG Milovan Savić                   | 1:49.9 |
| 1500 m               | FRG Paul-Heinz Wellmann | 3:45.1 | FRG Thomas Wessinghage        | 3:45.3 | ROM Gheorghe Ghipu                  | 3:46.1 |
| 3000 m               | FRG Ingo Sensburg       | 8:01.6 | POL Józef Ziubrak             | 8:02.0 | GBR Ray Smedley                     | 8:02.2 |
| 60 m barreiras       | URS Viktor Myasnikov    | 7.78   | GBR Berwyn Price              | 7.80   | POL Zbigniew Jankowski              | 7.92   |
| salto em altura      | URS Sergey Senyukov     | 2,22   | FRA Jacques Aletti            | 2,19   | FRG Walter Boller BEL Bruno Brokken | 2,19   |
| salto com vara       | URS Yuriy Prokhorenko   | 5,45   | FIN Antti Kalliomäki          | 5,40   | ITA Renato Dionisi                  | 5,30   |
| salto em comprimento | FRA Jacques Rousseau    | 7,90   | URS Valeriy Podluzhniy        | 7,79   | FRG Joachim Busse                   | 7,72   |
| triplo salto         | URS Viktor Saneyev      | 17,10  | ROM Carol Corbu               | 16,75  | FRA Bernard Lamitié                 | 16,68  |
| lançamento do peso   | GBR Geoff Capes         | 20,64  | GDR Gerd Lochmann             | 20,29  | URS Aleksandr Baryshnikov           | 20,02  |

Feminino
| Evento               | Ouro                    | Ouro   | Prata                     | Prata  | Bronze                   | Bronze |
| 60 m                 | SWE Linda Haglund       | 7.24   | GBR Sonia Lannaman        | 7.25   | FRG Elvira Possekel      | 7.28   |
| 400 m                | FRG Rita Wilden         | 52.26  | YUG Jelica Pavličić       | 52.47  | URS Inta Klimoviča       | 52.80  |
| 800 m                | BUL Nikolina Shtereva   | 2:02.2 | BUL Lilyana Tomova        | 2:02.6 | FRG Gisela Klein         | 2:03.2 |
| 1500 m               | FRG Brigitte Kraus      | 4:15.2 | ROM Natalia Marasescu     | 4:15.6 | BUL Rositsa Pekhlivanova | 4:15.8 |
| 60 m barreiras       | POL Grażyna Rabsztyn    | 7.96   | URS Natalya Lebedeva      | 8.08   | POL Bożena Nowakowska    | 8.14   |
| salto em altura      | GDR Rosemarie Ackermann | 1,92   | FRG Ulrike Meyfarth       | 1,89   | TCH Milada Karbanová     | 1,89   |
| salto em comprimento | URS Lidiya Alfeyeva     | 6,64   | TCH Jarmila Nygrýnová     | 6,57   | URS Galina Gopchenko     | 6,48   |
| lançamento do peso   | BUL Ivanka Khristova    | 20,45  | URS Svetlana Krachevskaya | 20,06  | GDR Ilona Schoknecht     | 19,36  |

## Quadro de medalhas
| Ordem | País               | Medalha de ouro | Medalha de prata | Medalha de bronze | Total |
| ----- | ------------------ | --------------- | ---------------- | ----------------- | ----- |
| 1     | União Soviética    | 6               | 3                | 3                 | 12    |
| 2     | Alemanha Ocidental | 4               | 4                | 4                 | 12    |
| 3     | Bulgaria           | 3               | 1                | 2                 | 6     |
| 4     | Reino Unido        | 1               | 2                | 1                 | 4     |
| 5     | Polónia            | 1               | 1                | 3                 | 5     |
| 6     | Alemanha Oriental  | 1               | 1                | 1                 | 3     |
| 6     | França             | 1               | 1                | 1                 | 3     |
| 8     | Bélgica            | 1               | 0                | 1                 | 2     |
| 9     | Suécia             | 1               | 0                | 0                 | 1     |
| 10    | Romania            | 0               | 2                | 1                 | 3     |
| 11    | Tchecoslováquia    | 0               | 1                | 1                 | 2     |
| 11    | Iugoslávia         | 0               | 1                | 1                 | 2     |
| 13    | Finlândia          | 0               | 1                | 0                 | 1     |
| 13    | Grécia             | 0               | 1                | 0                 | 1     |
| 15    | Itália             | 0               | 0                | 1                 | 1     |